# Lijst van wapens van Uruguayaanse deelgebieden
Dit artikel bevat een lijst van wapens van Uruguayaanse deelgebieden. Uruguay is ingedeeld in negentien departementen, die elk een eigen wapen hebben.

Artigas
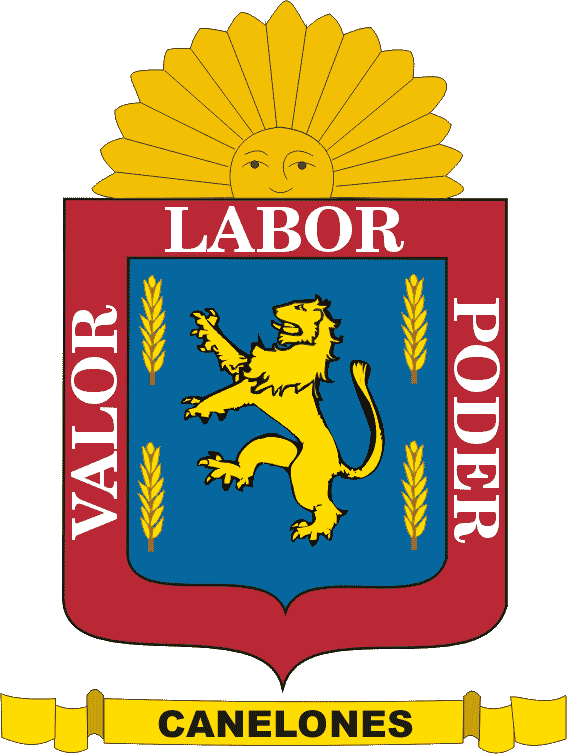
Canelones
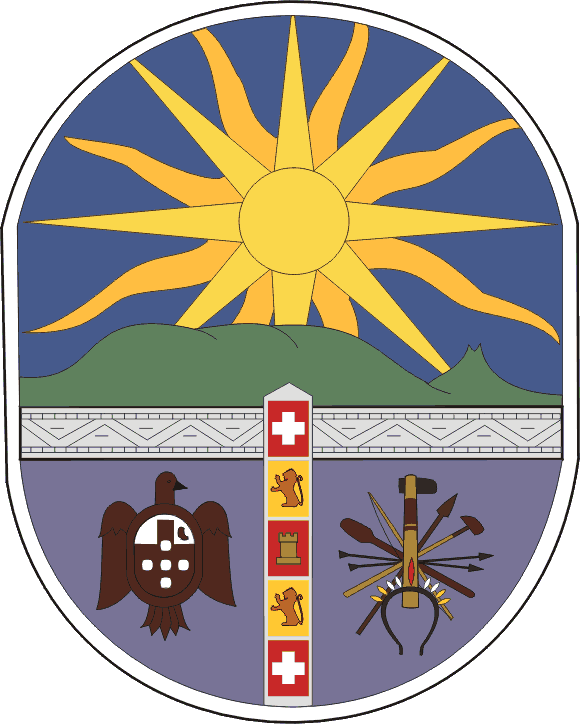
Cerro Largo
Colonia
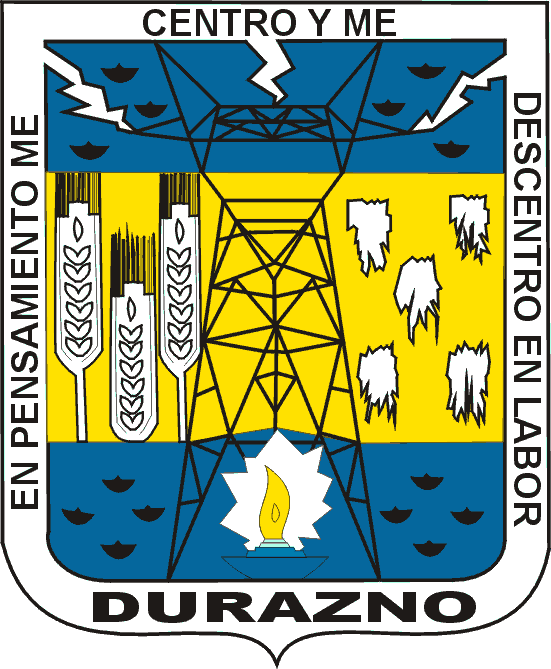
Durazno
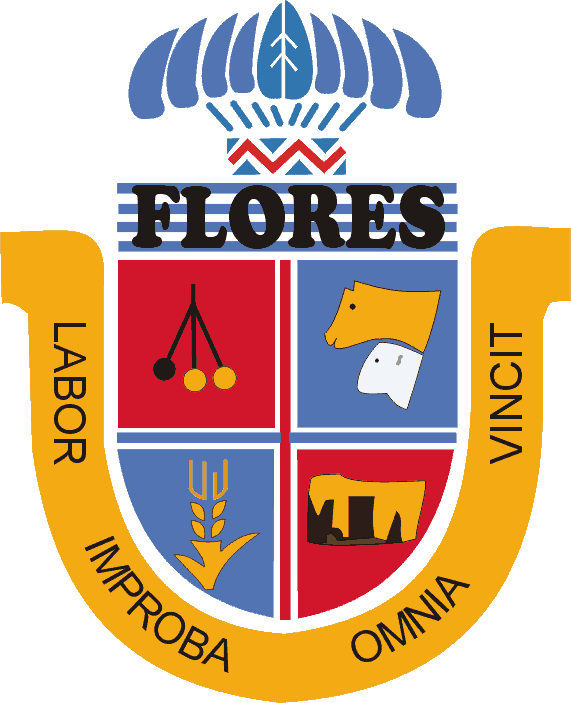
Flores
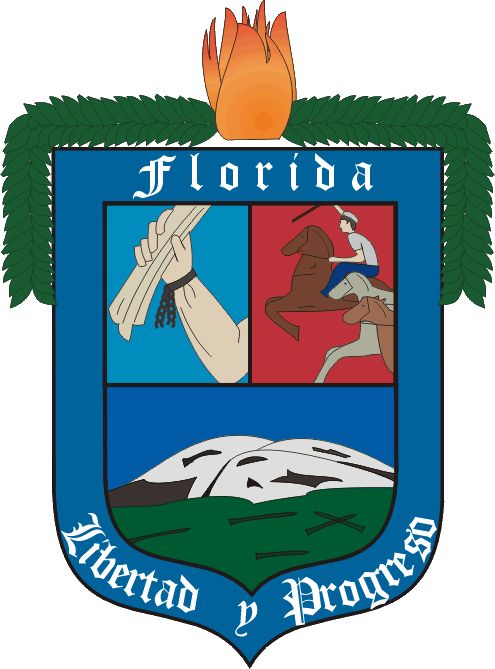
Florida
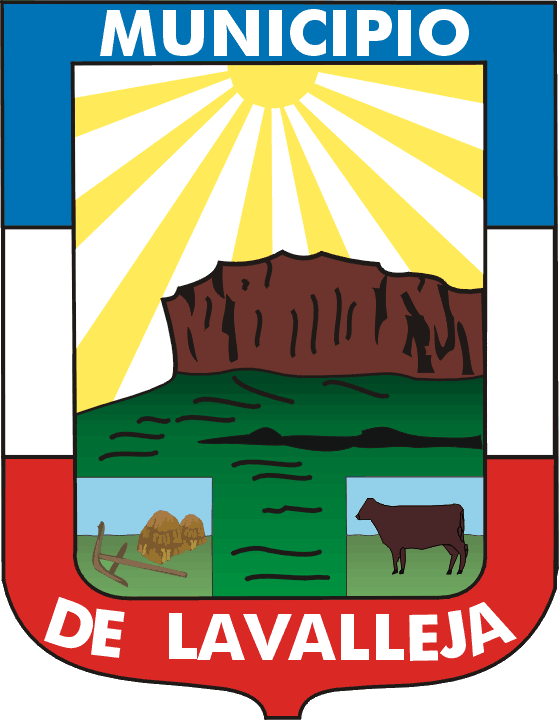
Lavalleja
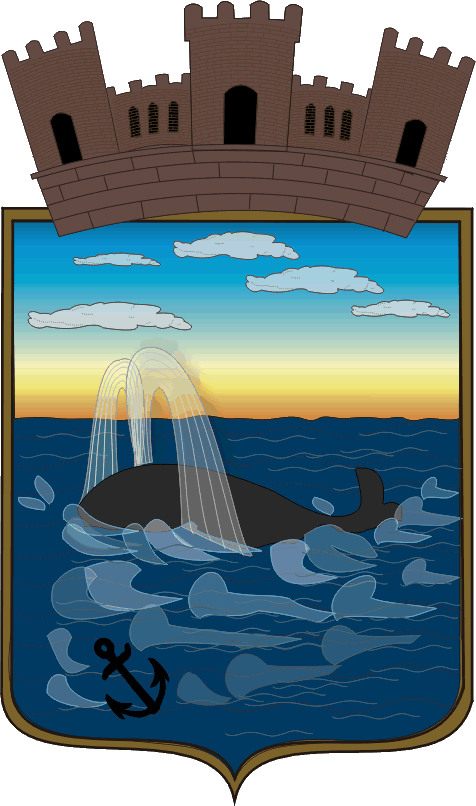
Maldonado
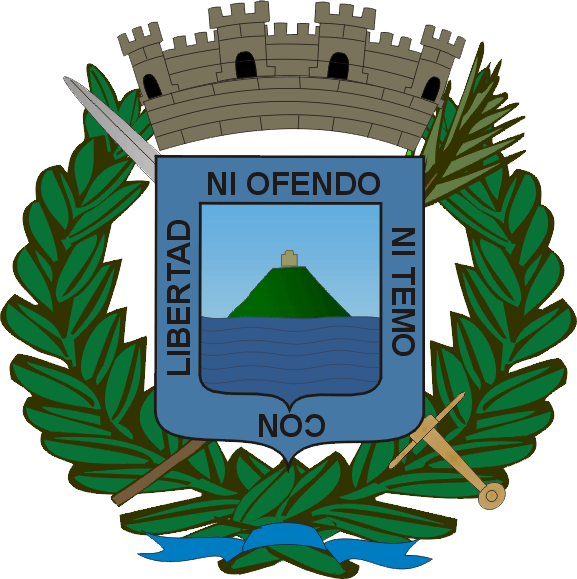
Montevideo
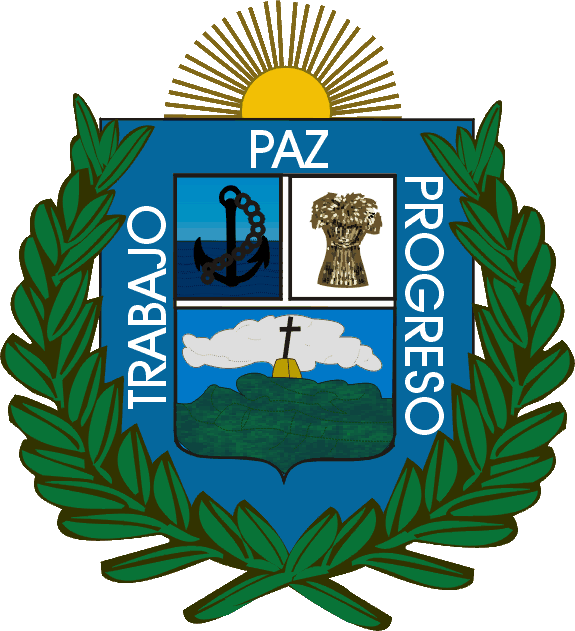
Paysandú
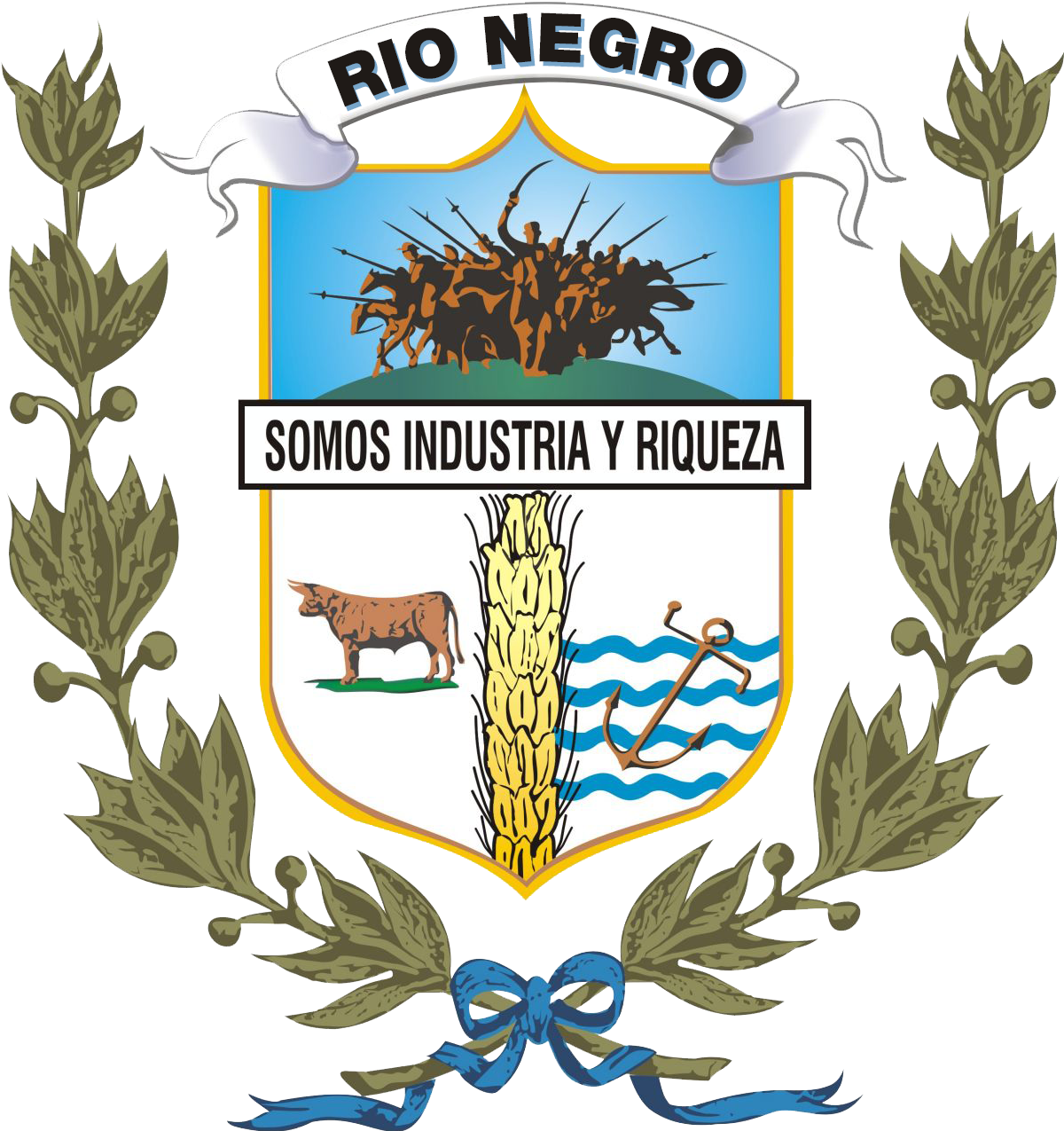
Río Negro
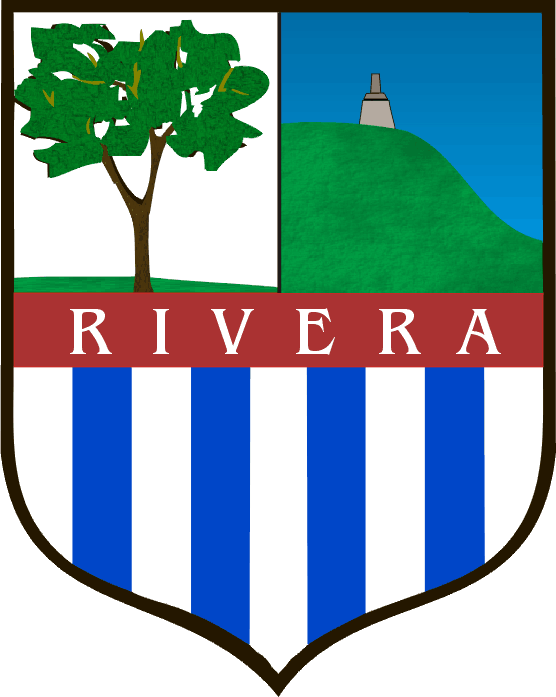
Rivera
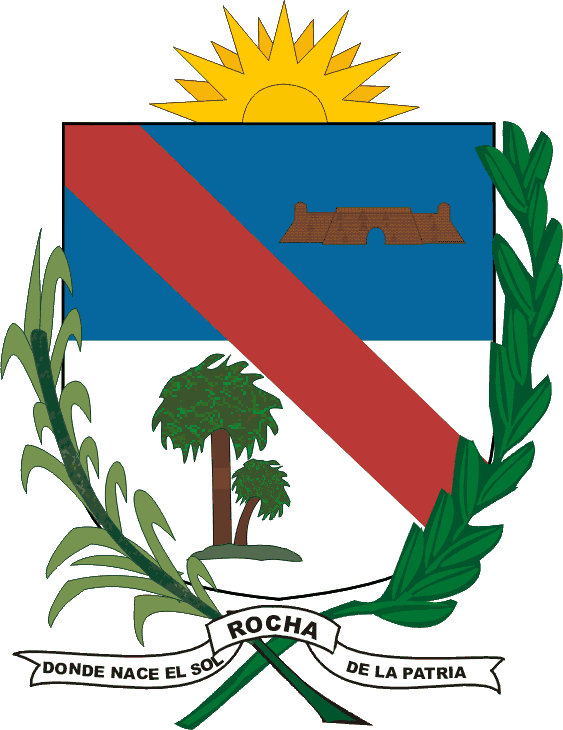
Rocha
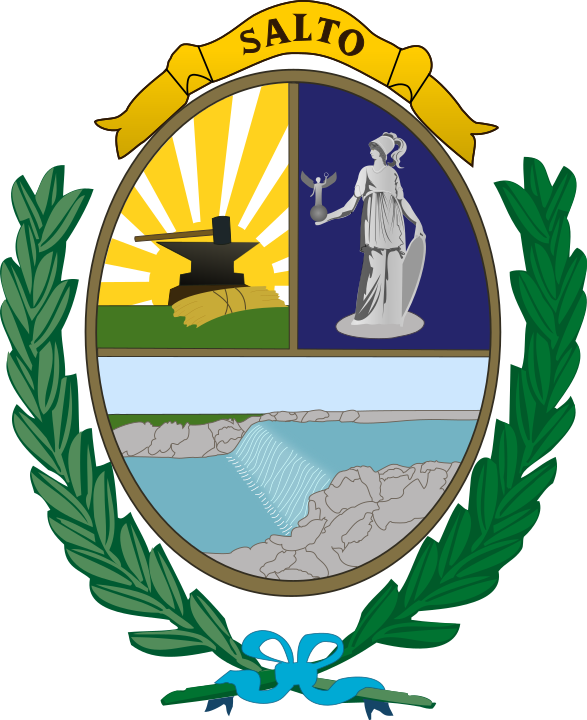
Salto
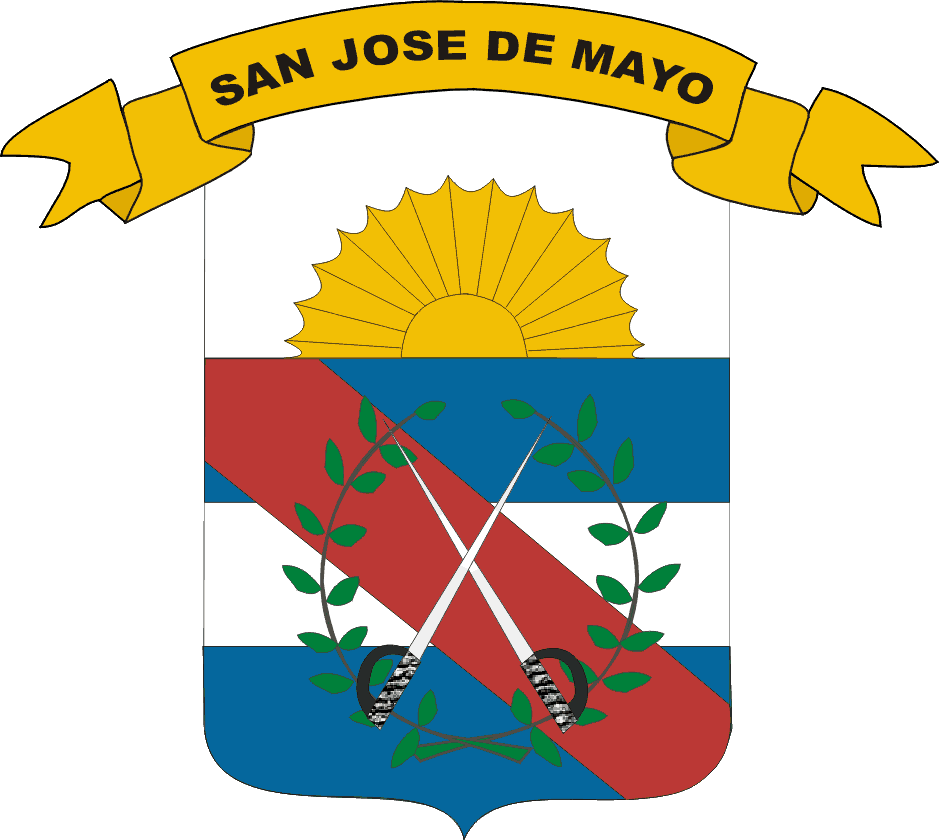
San José
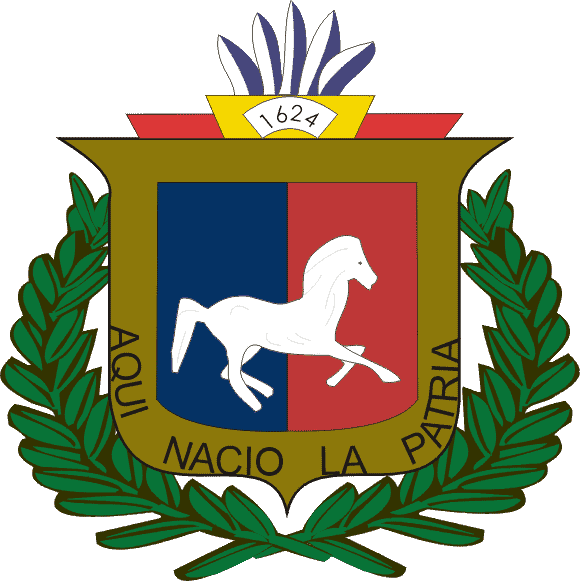
Soriano
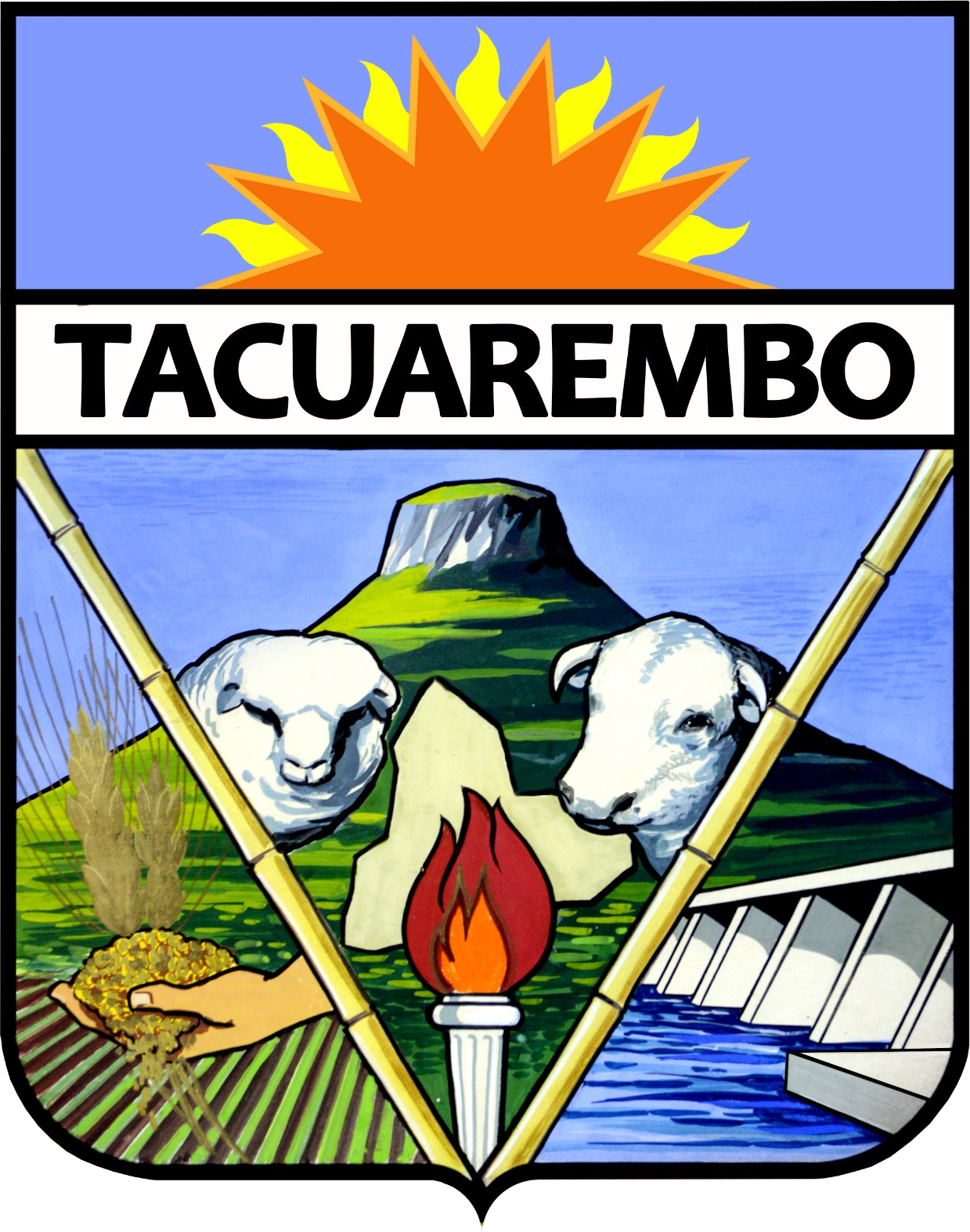
Tacuarembó
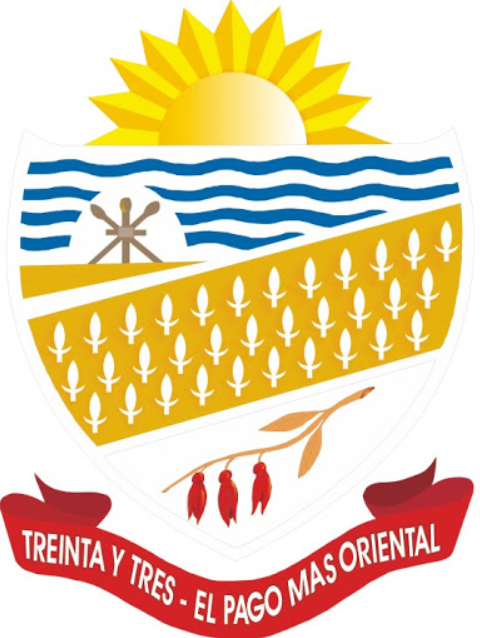
Treinta y Tres